# جنوب السودان في الألعاب الأولمبية الصيفية 2020
شاركت جنوب السودان في الألعاب الأولمبية الصيفية 2020 في طوكيو والتي تأجلت من عام 2020 إلى الفترة بين 23 يوليو و8 أغسطس 2021 نتيجة لجائحة فيروس كورونا.
كانت هذه هي المشاركة الثانية لجنوب السودان في الألعاب الأولمبية الصيفية بعد أول مشاركة لها في دورة 2016.

## الرياضيّون
| الرياضة     | رجال | سيدات | المجموع |
| ----------- | ---- | ----- | ------- |
| ألعاب القوى | 1    | 1     | 2       |
| المجموع     | 1    | 1     | 2       |

## ألعاب القوى
مُنحت جنوب السودان دعوة من الاتحاد الدولي لألعاب القوى لإرسال رياضيّان (رياضيّ ورياضيّة) لهذه الدورة.